# Margarete von Brandenburg (1453–1509)
Margarete von Brandenburg (* 18. April 1453; † 27. April 1509 in Hof) war eine Prinzessin von Brandenburg und Äbtissin des Klosters Hof von 1476 bis 1490.

## Leben
Margarete war die dritte Tochter des brandenburgischen Kurfürsten Albrecht Achilles (1414–1486) aus dessen erster Ehe mit Margarete von Baden (1431–1457).
Zunächst für das klösterliche Leben bestimmt, wurde Margarete nach dem Tod ihrer Mutter mit dem Pfalzgrafen Kaspar von Zweibrücken verlobt. Zu jener Zeit erkrankte Margarete lebensgefährlich, entschloss sich die Verlobung aufzulösen und doch Nonne zu werden.
Sie folgte 1476 Katharina von Kotzau als Äbtissin nach. 1490 verzichtete sie auf das Amt als Äbtissin und starb als einfache Klosterfrau. Margarete verfügte über einigen Grundbesitz und ließ 1499 ein Urbar anlegen. Das Urbar wurde von Hans Hofner herausgegeben, es zeigt die Besitzverhältnisse und Einkünfte des Klosters im Laufe der Zeit an. Es wurde von den beiden Nachfolgerinnen der Äbtissin fertiggestellt und ergänzt und 1658 letztmals vom markgräflichen Klosteramt mit Notizen versehen.